# E. Balanandan
E. Balanandan, född 16 juni 1924 i Sakthikulangara, Kollamdistriktet, död 19 januari 2009, var en kommunistisk politiker och fackföreningsman från Kerala i Indien. Han var medlem i politbyrån i Communist Party of India (Marxist) sedan 1978 och president för partiets fackliga organisation, Centre of Indian Trade Unions. 
Balanandan var medlem i den lagstiftande församlingen i Kerala 1967 - 1977, och ledamot av Lok Sabha 1980 - 1984. Han satt sedan i Rajya Sabha 1988 - 2002.